# SV Eiche Branitz
Der SV Eiche Branitz e.V. ist ein deutscher Sportverein mit Sitz im Ortsteil Branitz der brandenburgischen Stadt Cottbus. Überregionale Bekanntheit erreichte der Verein, als sich die erste Frauen-Fußballmannschaft für den DFB-Pokal der Saison 1991/92 qualifizierte.

## Geschichte
Der Verein wurde am 12. Juni 1902 als Turnverein Branitz gegründet. Im Jahr 1927 erfolgten dann erste Beteiligungen am Spielbetrieb im Fußball. Nach der der Machtergreifung wurde der Verein gezwungen sich mit der Deutschen Turnerschaft zusammenzuschließen, womit man ab nun den Namen Sportverein Eiche Branitz trug. Nach dem Ende des Zweiten Weltkriegs dauerte es eine Zeit bis wieder am Fußball-Spielbetrieb teilgenommen werden konnte, dazu kam es erst 1954. Nach der Gründung der DDR kam der Sportverein ohne Trägerbetrieb aus und behielt seinen Namen zuerst nur provisorisch vergebenen Namen Sportgemeinschaft Eiche Branitz bei. Nach dem Bau neuer Sportanlagen konnte dann auch eine Gymnastik-Abteilung am 4. Oktober 1977 gegründet werden. Nach der Wende nahm der Verein schließlich wieder seinen vorherigen und bis heute gültigen Namen SV Eiche Branitz an.

## Fußball-Abteilung
Die Frauen-Mannschaft schaffte zur Saison 1991/92 über den Landespokal die Qualifikation für den DFB-Pokal. Nach einem Freilos in der ersten Runde wurde die Mannschaft in der zweiten Runde gegen den VfB Rheine gelost, gegen welchen sie mit 0:6 verloren und somit aus dem Wettbewerb ausschieden. Bereits schon Anfang der 2000er Jahre gab es jedoch keine Frauen-Mannschaft mehr. Es existieren derzeit auch keine Juniorinnen-Mannschaften.
Die Männer-Mannschaft spielt in der Saison 2021/22 in der Kreisoberliga Niederlausitz.